# 옵덴부쉬망가베이
옵덴부쉬망가베이 (Lophocebus opdenboschi)는 긴꼬리원숭이과에 속하는 볏망가베이의 일종이다. 콩고민주공화국에서 발견된다.

## 특징
긴 다리와 긴 꼬리를 가진 비교적 날씬한 영장류로 검은볏망가베이와 겉모습이 유사하여 이전에는 검은볏망가베이의 아종으로 간주되기도 하였다. 두 종 모두 몸이 검고 머리에 특유의 장식술이 있다.

## 분포 및 서식지
콩고 민주 공화국 남서부와 앙골라 인근 지역에 분포한다. 열대 우림에서 서식한다.